# بيير جاكوتين

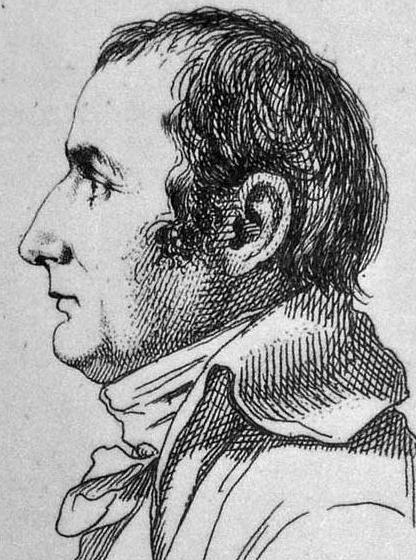

كان بيير جاكوتين (ولد في 11 أبريل 1765 في شامبيني ليه لانجر، وتوفى في 4 أبريل 1827 في باريس) مدير المسح لخريطة مصر (وصف مصر)، وهي أول خريطة تعتمد على التثليث لمصر وسوريا وفلسطين.
رسمت الخرائط في عامي 1799 و1800 أثناء حملة نابليون بونابرت على مصر وسوريا.
بعد عودته من مصر، عمل جاكوتين على إعداد الخرائط للنشر، ولكن في عام 1808 أعلن نابليون رسميًا أنها أسرار دولة، ويبدو أنها مرتبطة بجهود نابليون لإقامة تحالف مع العثمانيين. لم يتم نشر اللوحات المنقوشة حتى عامي 1828 و1830.

مسح جاكوتين لمصر وفلسطين عام 1799، كمركب، نُشر عام 1818 (الخريطة الجغرافية لمصر والدول المجاورة. تم تصغيرها وفقًا للخريطة الطبوغرافية التي تم رسمها أثناء حملة الجيش الفرنسي)

## فهرس
- خطيب، هشام (2003). فلسطين ومصر في العهد العثماني: لوحات وكتب وصور وخرائط ومخطوطات. أي بي توريس. ISBN:1-860-64888-6. مؤرشف من الأصل في 2025-04-14.

## مزيد من المراجع
- Kallner, D. H. (1944). "Jacotin's Map of Palestine". Quarterly Statement - Palestine Exploration Fund. ج. 76: 157–163. DOI:10.1179/peq.1944.76.1.157.
- Karmon, Y. (1960). "An Analysis of Jacotin's Map of Palestine" (PDF). Israel Exploration Journal. ج. 10 ع. 3, 4: 155–173, 244–253. مؤرشف من الأصل (PDF) في 2019-12-22.
- Panckoucke، Charles Louis Fleury (1824). Description de l'Égypte: ou, Recueil des observations et des recherches qui ont été faites en ... Paris: Imprimerie de C.L.F . Panckoucke. ج. 17. (Pierre Jacotin: pp. 437-652, “Syria”: pp. 594-609 )

## روابط خارجية
- خرائط جاكوتين في مجموعة الخرائط التاريخية لديفيد رامسي.